# Астон Мартин DB3
Астон Мартин DB3 е състезателен автомобил на Астон Мартин, представен за първи път през 1951 г. Той заменя на пистата модела DB2, който не е създаден с цел да участва в състезания. Разработката на DB3 е дело на бившия инженер на Ауто Унион Еберан фон Еберхорст.
Първоначално автомобилът използва двигателя на DB2 Вантидж със 135 к.с., но поради липсата на успехи в състезанията през 1952 г. той е сменен от по-голям 2.9-литров агрегат със 166 к.с. И с него обаче представянето е посредствено - и трите заводски автомобила не завършват 24-те часа на Льо Ман през 1952 г., но за сметка на това DB3 печели деветчасовото състезание на Гудуд и финишира на второ, трето и четвърто място в надпреварата за серийни спортни автомобили на Силвърстоун през същата година. В крайна сметка е взето решение за направата на по-малък и по-лек автомобил. Задачата за конструирането на DB3S е възложена на Уили Уотсън, фон Еберхорст напуска компанията.
Произведени са общо 10 бройки DB3, пет за заводския отбор и пет за клиенти, целяещи да участват в състезания.

## DB3S
DB3S е представен през 1953 г. Произведени са 30 екземпляра, десет за заводския отбор и 20 за клиенти. От тях 5 (два за отбора и три за клиенти) са купета, останалите са роудстъри. Въпреки че се смята, че имат по-добра аеродинамика, двете заводски купета са нестабилни и катастрофират тежко на 24-те часа на Льо Ман през 1954 г.; след това са реставрирани, но вече с открита каросерия. Десетте автомобила на заводския отбор взимат участие в общо 35 състезания и резултатите говорят за тяхното качество - 15 първи, 13 втори (две на 24-те часа на Льо Ман) и 7 трети места.